# Зелёная птица-кошка

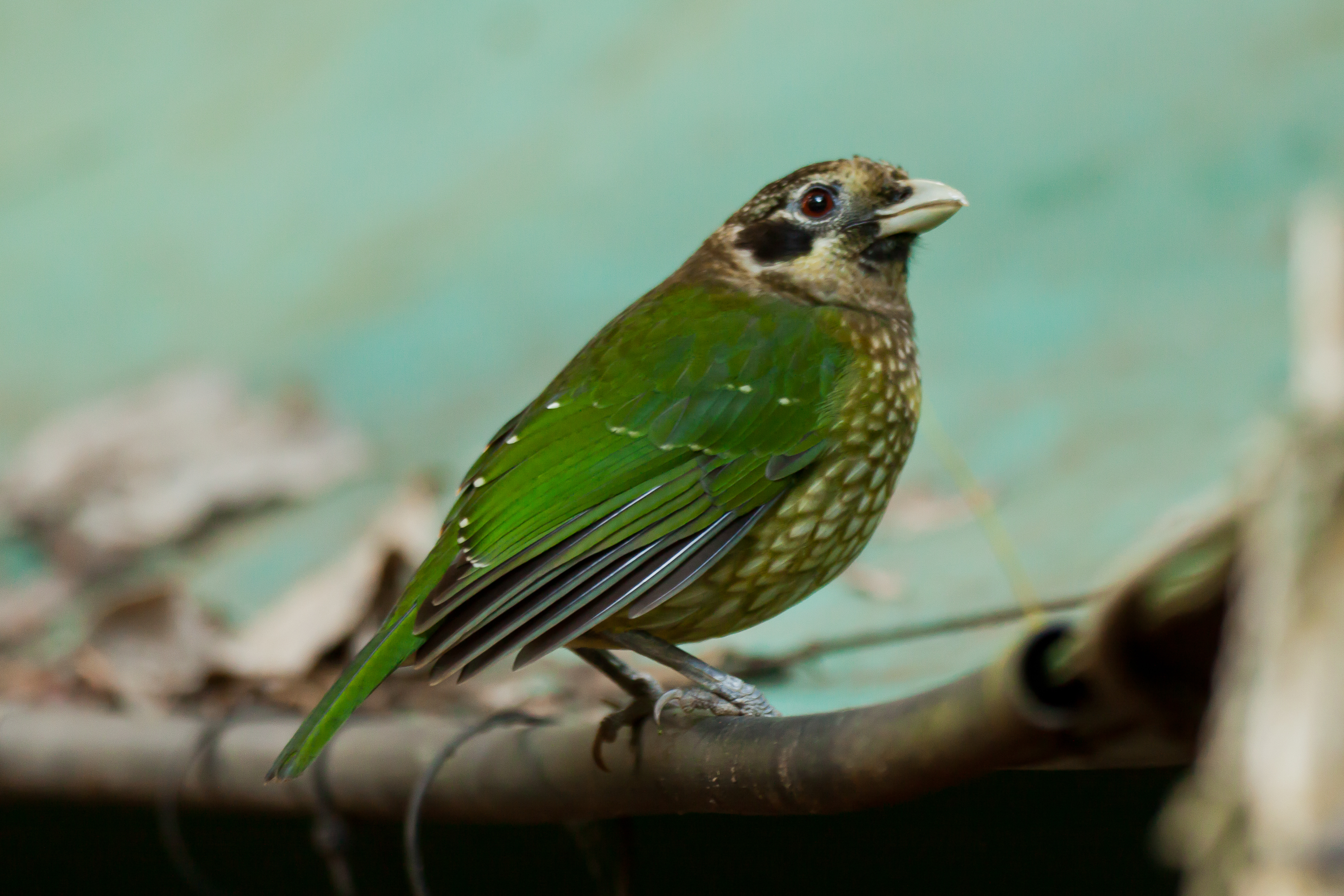
Зелёная птица-кошка в природе

Зелёная птица-кошка, зелёный кошачий шалашник (лат. Ailuroedus crassirostris) — вид воробьиных птиц из семейства шалашниковых (Ptilonorhynchidae). Найдены в субтропических лесах вдоль восточного побережья Австралии, с юг-восточного Квинсленда до южного Нового Южного Уэльса.
Вид получил своё название из-за характерного звука, который звучит как мяуканье кошки, хотя его также ошибочно принимают за плачущего ребёнка. Зелёная птица-кошка похожа на Ailuroedus maculosus, которая встречается только в изолированной популяции на крайнем севере Квинсленда.

## Описание
Зелёная птица-кошка — птица среднего размера с длинными мощными ногами и длинным толстым клювом. Спина, крылья и хвост яркого изумрудно-зелёного цвета с белыми пятнами. Хвост коричневато-изумрудный с белыми кончиками. Голова зеленовато-коричневая, с чёрными мелкими пятнами. Грудь от зеленовато-жёлтого до тускло-изумрудного цвета с характерными короткими белыми полосами.
Клюв рогового цвета, лапы серовато-коричневые.
Радужка ярко-красная с частичным белым кольцом вокруг глаз.
У самцов и самок одинаковое оперение, поэтому различить пол очень сложно. У молодых птиц такое же оперение, но оно более тусклое. У очень молодых птиц на голове пушистый серый пух. Однако в одинаковом возрасте самцы крупнее и крепче самок. Длина — 31 см, вес — 167—289 граммов.

## Размножение
В отличие от других самцов из семейства шалашников, самцы зелёной птицы-кошки не строят шалаш, однако самец расчищает место, из которого он будет демонстрировать себя другим самкам. Подобно другим самцам шалашников, он будет пытаться привлечь самок, показывая в клюве разноцветные фрукты, цветы и листья.
Зелёные птицы-кошки — моногамные: как только самка принимает самца, они будут спариваться всю жизнь.
Сезон размножения приходится на октябрь- январь. Гнездо у зелёных птиц-кошек большое и громоздкое; построено из больших палочек, связанных лозой, с внутренним слоем из сухих листьев.
Гнездо размещают в густой кроне, где есть много веток и стеблей, поддерживающих его массу.
Кладка обычно состоит из 2-3 яиц, которые самка высиживает в течение 23-24 дней.
Детальных исследований продолжительности жизни птиц в дикой природе или в неволе не проводилось, хотя считается, что средняя продолжительность жизни в дикой природе составляет около 8 лет.

## Социальное поведение
Зелёные птицы-кошки обычно общаются парами, но их можно увидеть группами по 3-5 птиц в конце сезона размножения, когда их птенцы всё еще в некоторой степени зависят от родителей. Данный вид не собирается в стаи, но вне сезона размножения их нередко можно увидеть группами по 20 птиц, которые кормятся на общих территориях, это чаще всего встречается в периоды зимнего размножения.
Зелёные птицы-кошки постоянно находятся в поиске источников пищи как внутри, так и за пределами своей территории и яростно защищают источники пищи на своей территории от других самцов и самок. Патрулирование своей территории также составляет большую часть повседневной деятельности данного вида.
Пение слышно регулярно, но наиболее — в период размножения, когда хищники находятся поблизости от гнёзд и когда они вступают в территориальные сражения с другими птицами.

## Среда обитания и размножения
Зелёные птицы-кошки встречаются вдоль восточного побережья Нового Южного Уэльса до побережья Кулула в Юго-Восточном Квинсленде.
Птицы обитают в тропических лесах субтропического и умеренного климата, а иногда и в соседних эвкалиптовых лесах.
Средний ареал птиц составляет около 20 000 м², хотя в период размножения он значительно сокращается. Зелёные птицы-кошки пьют и купаются в лужах с водой, которые встречаются в расщелинах окружающих деревьев или водоемов.